# Марсель Баєр
Марсель Баєр (нім. Marcel Beyer, нар. 23 листопада 1965, Тайльфінген) — німецький письменник. Народився 1965 р. Тайльфінґені, живе у Дрездені. Пише прозу й поезію. Вивчав германістику, англістику й літературознавство. Серед іншого був редактором літературного часопису «Konzepte» («Концепти») й писав статті для музичного журналу «Spex». Його дебютний роман «Das Menschenfleisch» («Людська плоть») побачив світ 1991 р. До того опублікував багато віршів. У своїх текстах часто звертається до німецької історії, передовсім до теми націонал-соціалізму, як наприклад у романах «Flughunde» («Летючі собаки», 1995) і «Kaltenburg» («Кальтенбурґ», 2008). 2016 р. Марсель Баєр отримав премію Ґеорґа Бюхнера. Крім того, відзначений багатьма іншими нагородами, зокрема премією Йозефа Брайтбаха (2008), премією Кляйста (2014) і премією Лессінґа Вільної держави Саксонія (2019). Його поетична збірка «Dämonenräumdienst» («Служба прибирання демонів», 2021) здобула премію Петера Гухеля. У травні 2022 р. у Вуппертальському університеті читав лекції з фактуальної оповіді про свої воєнні спостереження. У підсумку у 2023 р. з’явилася книжка «Die tonlosen Stimmen beim Anblick der Toten auf den Straßen von Butscha» («Безгучні голоси при виді мертвих на вулицях Бучі»).